# Yuan Yue
Dans ce nom chinois, le nom de famille, Yuan, précède le nom personnel.
Pour les articles homonymes, voir Yuan.
Yuan Yue, née le 25 septembre 1998 à Yangzhou, est une joueuse de tennis chinoise, professionnelle depuis 2017.

## Carrière professionnelle

### 2018-2023: débuts et premières finales
Yuan Yue débute sur le circuit WTA en 2018 en double lors du tournoi de Nanchang.
En 2019, avec sa compatriote Han Xinyun, elle atteint sa première finale WTA en double lors du tournoi de Karlsruhe ; elles s'inclinent contre Lara Arruabarrena et Renata Voráčová, têtes de série no 1.
En octobre 2023, Yuan Yue atteint sa première finale en simple sur le circuit WTA au tournoi Séoul, en éliminant notamment Marie Bouzková, alors 29e mondiale. Elle est battue pour le titre par l'Américaine Jessica Pegula (2-6, 3-6), numéro quatre mondiale.

### 2024: premier titre en simple et double, intégration du Top 40
Début 2024, elle atteint les demi-finales à Hobart, en sortant notamment sa compatriote  Wang Xinyu, tête de série no 4. Début mars, elle décroche son premier titre WTA au tournoi d'Austin, où elle est tête de série no 8, éliminant successivement Arina Rodionova (3-6, 6-3, 6-1), Taylor Townsend 6-3, 7-6), Wang Yafan (6-3, 7-5) et Anna Karolína Schmiedlová (6-0, 6-3), avant de s'imposer en finale contre sa compatriote Wang Xiyu (6-4, 7-6). Ce résultat lui permet d'entrer dans le Top 50 à la 49e place. Elle devient la première Chinoise à remporter le tournoi américain
Elle atteint ensuite les quarts au WTA 1000 d'Indian Wells, en battant Varvara Gracheva sur un score sans appel (6-1, 6-1). Elle crée la surprise face à Zheng Qinwen (8e mondiale) en l'éliminant en deux sets (6-4, 6-3). Elle poursuit en sortant Caroline Dolehide du tournoi malgré la perte du premier set (1-6, 6-4, 7-6). Elle arrive en huitième et est confrontée à Daria Kasatkina (12e mondiale) et l'élimine en trois sets (4-6, 6-4, 6-3), avant de s'incliner contre Coco Gauff (3e mondiale) en deux sets (4-6, 3-6).
Le 18 mars, elle entre dans le Top 40, à la 37e place mondiale. À Miami elle ne passe qu'un tour. Elle se rend ensuite à Rouen en tant que 4e tête de série. Elle passe le premier tour face à Mayar Sherif (6-2 7-6), puis elle parvient en 1/4 de finale après avoir sorti la locale Varvara Gracheva (6-4, 4-6, 7-6). Sloane Stephens, future lauréate l'élimine à ce stade.
Il lui faut attendre Monterrey pour de nouveau dépasser le deuxième tour. Tête de série no 7, elle arrive en 1/4 de finale.
Elle obtient son premier titre en double à Ningbo. Associée à la spécialiste de la discipline, Demi Schuurs. Elles éliminent successivement les paires Ella Seidel - Kathinka von Deichmann, puis les spécialistes Chan Hao-ching - Barbora Krejčíková, et enfin Aldila Sutjiadi -Xu Yifan pour rallier la finale. Elles décrochent donc le titre face à N. Melichar-Martinez associée à Ellen Perez.
Bien qu'étant une des favorite et tête de série no 3, elle se fait éliminer par Mananchaya Sawangkaew à Guangzhou.
47e mondiale, elle se retrouve tête de série no 6 à Hong Kong. Elle élimine coup sur coup l'ex-numéro un mondiale Simona Halep (6-3, 6-3), la Japonaise Nao Hibino (4-6, 7-5, 6-2) et Sofia Kenin (6-3, 6-3) avant de s'incliner face à Katie Boulter, tête de série no 2.

### 2025: titre en double à Austin
À Brisbane, elle arrive au 3e tour. Puis, elle enchaine une série de défaites précoces, perdant même son titre à Austin. Mais c'est aussi dans ce même tournoi qu'elle atteint la finale en double avec Anna Blinkova. Face à Cartney Kessler et Zhang Shuai elle obtient le titre en trois sets (3-6 6-1 10-4).
Après maintes défaites prématurées, elle se retrouve hors du top 100. Elle se rend à Oeiras, au Portugal pour un tournoi du circuit secondaire. Elle élimine coup sur coup Lian Tran, Jesika Maleckova, Sinja Kraus et Darja Semeņistaja. En finale elle fait face et bat Greet Minnen, classée 90e mondiale.
Grâce à ce parcours, elle est assurée de revenir dans le top 100.

## Palmarès

### Titre en simple dames
| No | Date       | Nom et lieu du tournoi | Catégorie | Dotation  | Surface    | Finaliste | Score     |          |
| -- | ---------- | ---------------------- | --------- | --------- | ---------- | --------- | --------- | -------- |
| 1  | 26-02-2024 | ATX Open, Austin       | WTA 250   | 267 082 $ | Dur (ext.) | Wang Xiyu | 6-4, 7-64 | Parcours |

### Finale en simple dames
| No | Date       | Nom et lieu du tournoi      | Catégorie | Dotation  | Surface    | Vainqueure     | Score    |          |
| -- | ---------- | --------------------------- | --------- | --------- | ---------- | -------------- | -------- | -------- |
| 1  | 09-10-2023 | Hana Bank Korea Open, Séoul | WTA 250   | 259 303 $ | Dur (ext.) | Jessica Pegula | 6-2, 6-3 | Parcours |

### Titres en double dames
| No | Date       | Nom et lieu du tournoi | Catégorie | Dotation  | Surface    | Partenaire    | Finalistes                       | Score            |          |
| -- | ---------- | ---------------------- | --------- | --------- | ---------- | ------------- | -------------------------------- | ---------------- | -------- |
| 1  | 14-10-2024 | Ningbo Open Ningbo     | WTA 500   | 922 573 $ | Dur (ext.) | Demi Schuurs  | N. Melichar-Martinez Ellen Perez | 6-3, 6-3         | Parcours |
| 2  | 24-02-2025 | ATX Open Austin        | WTA 250   | 275 094 $ | Dur (ext.) | Anna Blinkova | McCartney Kessler Zhang Shuai    | 3-6, 6-1, [10-4] | Parcours |

### Finale en double dames
Aucune

### Finale en double en WTA 125
| No | Date       | Nom et lieu du tournoi   | Catégorie | Dotation  | Surface      | Vainqueures                       | Partenaire | Score             |          |
| -- | ---------- | ------------------------ | --------- | --------- | ------------ | --------------------------------- | ---------- | ----------------- | -------- |
| 1  | 29-07-2019 | Karlsruhe Open Karlsruhe | WTA 125   | 115 000 $ | Terre (ext.) | Lara Arruabarrena Renata Voráčová | Han Xinyun | 6-72, 6-4, [10-4] | Parcours |

## Parcours en Grand Chelem

### En simple dames
| Année | Open d'Australie | Open d'Australie  | Internationaux de France | Internationaux de France | Wimbledon       | Wimbledon         | US Open         | US Open           |
| ----- | ---------------- | ----------------- | ------------------------ | ------------------------ | --------------- | ----------------- | --------------- | ----------------- |
| 2020  | Q2               | Nao Hibino        | —                        | —                        | —               | —                 | —               | —                 |
| 2021  | Q3               | Chloé Paquet      | Q1                       | Gabriela Talabă          | —               | —                 | —               | —                 |
| 2022  | Q3               | Hailey Baptiste   | Q1                       | Moyuka Uchijima          | 1er tour (1/64) | Amanda Anisimova  | 3e tour (1/16)  | Jessica Pegula    |
| 2023  | 1er tour (1/64)  | María Sákkari     | Q2                       | Mai Hontama              | 1er tour (1/64) | Victoria Azarenka | Q1              | McCartney Kessler |
| 2024  | 1er tour (1/64)  | Katie Boulter     | 1er tour (1/64)          | Mayar Sherif             | 1er tour (1/64) | Arantxa Rus       | 1er tour (1/64) | Erika Andreeva    |
| 2025  | 1er tour (1/64)  | A. Pavlyuchenkova | 1er tour (1/64)          | Jasmine Paolini          | 1er tour (1/64) | Eva Lys           |                 |                   |

N.B. : à droite du résultat se trouve le nom de l'ultime adversaire.

### En double dames
| 2024 | 2e tour (1/16) Wang Y. \|\| style="text-align:left;" \| B. Krejčíková L. Siegemund  | 2e tour (1/16) Wang X. \|\| style="text-align:left;" \| Forfait             | 1er tour (1/32) D. Saville \|\| style="text-align:left;" \| L. Kichenok J. Ostapenko  | 1er tour (1/32) M. Uchijima \|\| style="text-align:left;" \| A. Muhammad H. Watson |  |
| 2025 | 2e tour (1/16) E. Alexandrova \|\| style="text-align:left;" \| T. Babos N. Melichar | 2e tour (1/16) L. Sun \|\| style="text-align:left;" \| S. Errani J. Paolini | 1er tour (1/32) A. Blinkova \|\| style="text-align:left;" \| N. Melichar L. Samsonova |                                                                                    |  |

N.B. : le nom de la partenaire se trouve sous le résultat ; les noms des ultimes adversaires se trouvent à droite.

## Parcours en WTA 1000
Les tournois WTA « Premier Mandatory » et « Premier 5 » (entre 2009 et 2020) et WTA 1000 (à partir de 2021) constituent les catégories d'épreuves les plus prestigieuses, après les quatre levées du Grand Chelem. 

De 2009 à 2023, les tournois Premier Mandatory (dits tournois WTA 1000 obligatoires entre 2021 et 2023) regroupent Indian Wells, Miami, Madrid et Pékin, les autres constituant les tournois Premier 5 (tournois WTA 1000 non-obligatoires). À partir de 2024, le nombre de tournois WTA 1000 passe à 10 par saison (fin de l’alternance Doha / Dubaï), ces derniers devenant tous obligatoires et offrant tous 1000 points à la vainqueure (contre 900 points précédemment pour les tournois Premier 5).

### En simple dames
| Année |       |                           |         |                               |                              |                               |                          |                             |                              |                           |  |                           |
| Doha  | Dubaï | Indian Wells              | Miami   | Madrid                        | Rome                         | Canada                        | Cincinnati               | Pékin                       |                              | Wuhan                     |  |                           |
| Doha  | Dubaï | Indian Wells              | Miami   | Madrid                        | Rome                         | Canada                        | Cincinnati               | Pékin                       | Guadalajara                  |                           |  |                           |
| Doha  | Dubaï | Indian Wells              | Miami   | Madrid                        | Rome                         | Canada                        | Cincinnati               | Pékin                       |                              |                           |  |                           |
| 2022  |       |                           | WTA 500 |                               | 1er tour (1/64) L. Davis     |                               |                          |                             |                              | Hors calendrier           |  |                           |
| 2023  |       | WTA 500                   |         |                               |                              |                               |                          |                             |                              | 2e tour (1/16) J. Paolini |  |                           |
| 2024  |       |                           |         | 1/4 de finale C. Gauff        | 2e tour (1/32) M. Sákkari    | 1er tour (1/64) Y. Putintseva | 1er tour (1/64) Wang Xn. | 2e tour (1/16) A. Sabalenka | 1er tour (1/32) L. Fernandez | 2e tour (1/32) K. Muchová |  | 2e tour (1/16) J. Paolini |
| 2025  |       | 1er tour (1/32) C. Garcia |         | 1er tour (1/64) D. Yastremska | 1er tour (1/64) K. Siniaková |                               |                          |                             | 3e tour (1/16) S. Cîrstea    |                           |  |                           |

Sous le résultat, l’ultime adversaire.
1. 1 2   Les tournois de Doha et Dubaï alternent le statut de tournoi WTA 1000 (ex Premier 5) entre 2009 et 2023 : les trois premières éditions ont lieu à Dubaï, les trois suivantes à Doha, puis Dubaï accueille le tournoi de cette catégorie les années impaires et Dubaï les années paires. De 2011 à 2023, la ville qui n’accueille pas de WTA 1000 organise à la place un tournoi WTA 500 (ex Premier).
2. 1 2 3 4 5 6 7   L’ordre de déroulement des tournois a évolué depuis 2009 : Rome se dispute avant Madrid et Cincinnati avant Montréal/Toronto jusqu’en 2010, tandis que Tokyo (2009-2013)-Wuhan (2014-2019, 2024-)-Guadalajara (2022-2023) ont lieu avant Pékin jusqu’en 2023.
3. ↑  Le 1er décembre 2021, le président de la WTA, Steve Simon, annonce que tous les tournois prévus en Chine et à Hong Kong sont suspendus à partir de 2022, en raison de préoccupations concernant la sécurité et le bien-être de la joueuse de tennis chinoise Peng Shuai après ses allégations de relations sexuelles non-consenties avec Zhang Gaoli, membre de haut rang du Parti communiste chinois. Le tournoi de Pékin revient en 2023. Le tournoi de Guadalajara remplace celui de Wuhan pendant deux ans, ce dernier réapparaissant en 2024.

## Parcours aux Jeux olympiques

### En simple dames
| # | Date       | Nom de l'olympiade         | Surface             | Résultat       | Ultime adversaire | Score    |          |
| - | ---------- | -------------------------- | ------------------- | -------------- | ----------------- | -------- | -------- |
| 1 | 27/07/2024 | Olympic Tennis Event Paris | Terre battue (ext.) | 2e tour (1/16) | María Sákkari     | 6-2, 6-1 | Parcours |

### En double dames
| # | Date       | Nom de l'olympiade         | Surface             | Résultat        | Partenaire  | Ultimes adversaires               | Score    |          |
| - | ---------- | -------------------------- | ------------------- | --------------- | ----------- | --------------------------------- | -------- | -------- |
| 1 | 27/07/2024 | Olympic Tennis Event Paris | Terre battue (ext.) | 1er tour (1/16) | Zhang Shuai | Beatriz Haddad Maia Luisa Stefani | 6-4, 6-4 | Parcours |

## Victoires sur le top 10
Toutes ses victoires sur des joueuses classées dans le top 20 de la WTA lors de la rencontre.
| Légende         |
| Grand Chelem    |
| Jeux olympiques |
| Masters         |
| WTA 1000        |
| WTA 500         |
| WTA 250         |
| Fed Cup         |

|   |       |  | Tournoi      | Année | Surface |  | Adversaire   | Rang | Tour | Score    | Tableau |
| - | ----- |  | ------------ | ----- | ------- |  | ------------ | ---- | ---- | -------- | ------- |
| 1 | no 49 |  | Indian Wells | 2024  | Dur     |  | Zheng Qinwen | no 8 | 1/32 | 6-4, 6-3 | Tableau |

## Classements WTA en fin de saison
| Année          | 2016 | 2017 | 2018 | 2019 | 2020 | 2021 | 2022 | 2023 | 2024 |
| Rang en simple | 907  | 429  | 378  | 228  | 229  | 312  | 74   | 108  | 47   |
| Rang en double | 1129 | 774  | 516  | 344  | 356  | 375  | 535  | 231  | 73   |

Source : (en) Classements de Yuan Yue sur le site officiel de la Fédération internationale de tennis